# Михаил Прохоров
Михаил Дмитриевич Про̀хоров (на руски: Михаил Дмитриевич Прохоров) е руски бизнесмен и политик, дългогодишен ръководител на банката ОНЕКСИМ (1993-2000) и минно-металургичните компании Норилски никел (2001-2008) и Полюс Золото (2006-2011), кандидат за президент на Русия на изборите през 2012 година. Собственик на баскетболния отбор Бруклин Нетс.

## Биография
Михаил Прохоров е роден на 3 май 1965 година в Москва. През 1989 година завършва международни икономически отношения в Московския финансов институт, след което работи в Международната банка за икономическо сътрудничество, банката на Съвета за икономическа взаимопомощ. През 1992-1993 година е председател на Управителния съвет на банката Международна финансова компания, след което става един от основателите на ОНЕКСИМ, където е председател на Управителния съвет (1993-2000) и президент (1998-2000). След поглъщането на ОНЕКСИМ от Росбанк е президент на Росбанк през 2000-2001 година.
През 90-те години Прохоров и ОНЕКСИМ приватизират дялове в големи компании в добивната и металургичната промишленост и водния транспорт. От 2001 до 2008 година той е генерален директор на Норилски никел, най-големият производител на никел и паладий в света. През 2006 година от Норилски никел е отделено златодобивното предприятие Полюс Золото, на което Прохоров е председател на съвета на директорите (2006-2010) и генерален директор (2010-2011).
През юни 2011 година, в навечерието на парламентарните избори, Михаил Прохоров оглавява партията Правое дело, но няколко седмици по-късно я напуска под натиск от правителството. През декември той обявява намерението си да участва в президентските избори през 2012 година.
1. ↑  www.lepoint.fr